# ديفيد إنجل (تنس)
ديفيد إنجل مواليد 17 أكتوبر 1967 في غوتنبرغ، هو لاعب كرة مضرب سويدي سابق بدأ مسيرته كمحترف سنة 1986 وكان يلعب باليد اليمنى. أعلى تصنيف له في الفردي كان المركز الـ 114 في سنة 1990. أعلى تصنيف له في الزوجي كان المركز الـ 107 في سنة 1991.

## النهائيات

### الزوجي: 1 (1–0)
| الحصيلة | الرقم | السنة | الدورة                      | الأرضية | الشريك       | المنافس في النهائي    | النتيجة في النهائي |
| ------- | ----- | ----- | --------------------------- | ------- | ------------ | --------------------- | ------------------ |
| الفوز   | 1.    | 1990  | بطولة جنيف المفتوحة، سويسرا | ترابية  | بابلو البانو | ديفيد لويس نيل بورويك | 6–3, 7–6           |

## روابط خارجية
- ديفيد إنجل على موقع رابطة محترفي التنس (الإنجليزية)
- ديفيد إنجل على موقع الاتحاد الدولي لكرة المضرب (الإنجليزية)
- ديفيد إنجل على موقع خلاصة التنس.كوم (الإنجليزية)